# Fresville
Fresville és un municipi francès situat al departament de la Manche i a la regió de Normandia. L'any 2007 tenia 370 habitants.

## Demografia

### Població
El 2007 la població de fet de Fresville era de 370 persones. Hi havia 132 famílies de les quals 32 eren unipersonals (16 homes vivint sols i 16 dones vivint soles), 44 parelles sense fills, 52 parelles amb fills i 4 famílies monoparentals amb fills.
La població ha evolucionat segons el següent gràfic:
Habitants censats

### Habitatges
El 2007 hi havia 191 habitatges, 146 eren l'habitatge principal de la família, 37 eren segones residències i 8 estaven desocupats. 184 eren cases i 1 era un apartament. Dels 146 habitatges principals, 125 estaven ocupats pels seus propietaris, 20 estaven llogats i ocupats pels llogaters i 1 estava cedit a títol gratuït; 2 tenien una cambra, 5 en tenien dues, 18 en tenien tres, 26 en tenien quatre i 95 en tenien cinc o més. 100 habitatges disposaven pel capbaix d'una plaça de pàrquing. A 62 habitatges hi havia un automòbil i a 73 n'hi havia dos o més.

### Piràmide de població
La piràmide de població per edats i sexe el 2009 era:
| Homes | Edats   | Dones |
| ----- | ------- | ----- |
| 0     | 95 o +  | 0     |
| 0     | 90 a 94 | 0     |
| 0     | 85 a 89 | 0     |
| 4     | 80 a 84 | 16    |
| 8     | 75 a 79 | 4     |
| 4     | 70 a 74 | 4     |
| 8     | 65 a 69 | 20    |
| 12    | 60 a 64 | 8     |
| 4     | 55 a 59 | 4     |
| 0     | 50 a 54 | 16    |
| 12    | 45 a 49 | 0     |
| 8     | 40 a 44 | 8     |
| 20    | 35 a 39 | 4     |
| 20    | 30 a 34 | 24    |
| 0     | 25 a 29 | 4     |
| 0     | 20 a 24 | 0     |
| 16    | 15 a 19 | 8     |
| 8     | 10 a 14 | 4     |
| 8     | 5 a 9   | 16    |
| 4     | 0 a 4   | 12    |

## Economia
El 2007 la població en edat de treballar era de 235 persones, 160 eren actives i 75 eren inactives. De les 160 persones actives 143 estaven ocupades (83 homes i 60 dones) i 17 estaven aturades (9 homes i 8 dones). De les 75 persones inactives 29 estaven jubilades, 20 estaven estudiant i 26 estaven classificades com a «altres inactius».

### Ingressos
El 2009 a Fresville hi havia 138 unitats fiscals que integraven 353 persones, la mediana anual d'ingressos fiscals per persona era de 16.233 €.

### Activitats econòmiques
Dels 10 establiments que hi havia el 2007, 1 era d'una empresa de fabricació de material elèctric, 1 d'una empresa de construcció, 3 d'empreses de comerç i reparació d'automòbils, 1 d'una empresa d'hostatgeria i restauració, 2 d'empreses de serveis i 2 d'entitats de l'administració pública.
L'únic servei als particulars que hi havia el 2009 era un paleta.
L'any 2000 a Fresville hi havia 40 explotacions agrícoles que ocupaven un total de 923 hectàrees.

## Poblacions més properes
El següent diagrama mostra les poblacions més properes.